# Xanthophyllum colubrinum
Xanthophyllum colubrinum är en jungfrulinsväxtart som beskrevs av François Gagnepain. Xanthophyllum colubrinum ingår i släktet Xanthophyllum och familjen jungfrulinsväxter. Inga underarter finns listade i Catalogue of Life.